# Coracina azurea
El oruguero azulado (Coracina azurea) es una especie de ave paseriforme de la familia Campephagidae que vive en África. 

## Distribución y hábitat
Se encuentra en las selvas de África Occidental y Central, distribuido por Camerún, Costa de Marfil, Guinea Ecuatorial, Gabón, Ghana, Guinea, Liberia, Nigeria, República Centroafricana, República del Congo, República Democrática del Congo, Sierra Leona, Togo y Ruanda.